# 中村亮太 (役者)
中村 亮太（なかむら りょうた、1993年12月18日 - ）は、日本の舞台役者。熊本県熊本市出身。血液型はO型。演劇コントユニット『転転飯店』のメンバー。

## 人物
熊本県熊本市出身。多摩美術大学出身。主に劇場で活躍する役者。
趣味はSwitch2のマリオカートワールド（2025年7月現在）、ランニング。好きなアーティストはピーナッツくん。
小学生時代はサッカー部、中学時代はバスケットボール部に所属していた。また、中学時代のバスケットボール部でのポジションはセンターだった。高校時代（熊本県立第二高等学校）より演劇部に所属。
多摩美術大学にはAO入試で入学。
現在は演劇コントユニット『転転飯店』に所属、YouTubeでショート動画を毎日更新中。毎週金曜日には『まかないラジオ』という動画も更新している。趣味のランニングから、ハーフマラソンに挑戦した様子も見ることができる。

## 出演

### 舞台
2019年
- ゆうめい『姿』 ( 2019年10月4日 - 10月14日 ）

2021年
- ゆうめい『姿 再演』 （ 2021年5月18日 - 5月30日 ）
- ゆうめい『娘』 （ 2021年12月22日 - 12月29日 )

2022年
- 劇団あはひ『流れる』  （ 2022年4月3日 - 4月9日 ）

2023年
- 妖精大図鑑『無関係のジョバンニ』  （ 2023年10月13日 - 10月15日 ）
- 転転飯店第1回コント公演『デラックス桃源郷DX』[5] （ 2023年5月20日・21日 ）
- 転転飯店第2回コント公演『リンリンシャンシャンカイホウ』[6] （ 2023年12月2日・3日 ）

2024年
- 転転飯店第3回コント公演『カルク・フィクション』[7] ( 2024年7月13日・14日 )
- 妖精大図鑑『魔女の一撃』 （ 2024年9月22日・9月23日 ）

2025年
- 劇団スポーツ『逆VUCAより愛をこめて』[8] （ 2025年1月31日 - 2月2日 ）
- 転転飯店第4回コント公演『スケスケ・ア・ゴーゴー』[9]  ( 2025年2月13日 - 2月16日 )
- 南京豆NAMENAME『僕は肉が食べたくて裸(ラ)』 （ 2025年5月28日 - 2025年6月1日 ）
- 妖精大図鑑『かいだん』 （ 2025年8月1日 - 8月3日 ）

### イベント
2024年
- 第1回まかないラジオイベント 老舗になりたい！転転飯店！ 〜井関さん、あなたのいない空洞は、いつもよりなんだか広く感じます〜[10] （ 2024年11月2日 ）

2025年
- 第2回まかないラジオイベント 老舗になりたい！転転飯店！ 〜夏休みだよ井関さん！めっちゃ草月ホールじゃん！やぶれかぶれであなたとわたし、せーので責任ポン！〜[11] （ 2025年7月19日・20日 ）